# Hichani Himoonde
Hichani Himoonde (Ndola, 1º agosto 1986) è un calciatore zambiano, difensore del Nkwazi.

## Carriera

### Club
Dal 2010 al 2013 gioca nel TP Mazembe, squadra della Repubblica Democratica del Congo.

### Nazionale
Dal 2007 rappresenta regolarmente la Nazionale zambiana.

## Palmarès

### Nazionale
- Coppa d'Africa: 1

2012